# Vito Plut
Vito Plut, slovenski nogometaš, * 8. julij 1988, Semič.
Plut je profesionalni nogometaš, ki igra na položaju napadalca. Od leta 2023 je član malteškega kluba Sliema Wanderers. Pred tem je igral za slovenske klube Kolpo, Koper, Maribor in Gorico, belgijski Waasland-Beveren, nemška 1. FC Saarbrücken in FSV Frankfurt ter malteške Floriano, Birkirkaro, Tarxien Rainbows, Santo Lucio in Gudja United. Skupno je v prvi slovenski ligi odigral 162 tekem in dosegel 47 golov. Bil je tudi član slovenske reprezentance do 20 in 21 let.